# Idiopsar speculifer
Az Idiopsar speculifer a madarak osztályának verébalakúak (Passeriformes) rendjébe és a tangarafélék (Thraupidae) családjába tartozó faj.

## Rendszerezése
A fajt Frédéric de Lafresnaye és Alcide d’Orbigny írták le 1837-ben, az Emberiza nembe Emberiza speculifera néven. Egyes szervezetek a Diuca nembe sorolják Diuca speculifera néven, mások a Chionodacryon nembe Chionodacryon speculiferum néven.

## Alfajai
- Idiopsar speculifer magnirostris (Carriker, 1935)
- Idiopsar speculifer speculifer (d'Orbigny & Lafresnaye, 1837)[1]

## Előfordulása
Dél-Amerikában, az Andokban, Argentína, Bolívia, Chile és Peru területén honos. Természetes élőhelyei a szubtrópusi és trópusi gyepek, sziklás környezetben. Állandó, nem vonuló faj.

## Megjelenése
Testhossza 19 centiméter.
|  |

## Természetvédelmi helyzete
Az elterjedési területe nagyon nagy, egyedszáma pedig stabil.  A Természetvédelmi Világszövetség Vörös listáján nem fenyegetett fajként szerepel.